# Capela de São Gonçalo do Rio Vermelho
A Capela de São Gonçalo do Rio Vermelho foi um templo religioso católico construído no Brasil entre os anos de 1636 e 1695 e considerado a primeira igreja local dedicada a São Gonçalo. Localizada no bairro do Rio Vermelho em Salvador, capital estadual da Bahia, a capela foi doada ao Mosteiro de São Bento no ano de 1724. No final do século XVIII, a imagem de São Gonçalo foi transferida para a Igreja do Bonfim e a festa de São Gonçalo foi adaptada para o novo local.
William Gore Ouseley (1797-1866), um diplomata inglês que esteve na Bahia, fez algumas ilustrações da capela que foram litografadas por J. Needham.